# 寺内皓大
寺内 皓大（てらうち こうだい、1997年6月13日 - ）は、NHKのアナウンサー。

## 人物
千葉県船橋市出身。成田高等学校、明治大学情報コミュニケーション学部卒業。
大学卒業後の2020年にNHKに入局。
初任地は沖縄放送局。

## 嗜好・挿話
- 高校時代は野球部に所属[3]。
- 大学在学中は牛尾奈緒美ゼミに所属し、各種講演会の司会を行っていたことがある[4]。
- 学生時代は料亭でアルバイトをしていた影響で、料理をするのが趣味である。

## 現在の担当番組
- 京いちにち（サブキャスター：2024年9月2日 - ）[注釈 1]
- 京都ニュース845（不定期）

## 過去の担当番組
沖縄放送局時代（2020年度 - 2024年8月）
- どーも、NHK（2020年6月7日）- 新人お披露目
- ニュース845福岡（2020年9月3日、2022年2月16日 - 17日、2023年2月22日・応援派遣要員）
- 全国高校野球沖縄大会中継
  - 2021年夏 第103回
    - 準決勝 ラジオ-テレビ実況
    - 決勝 テレビ実況

  - 2022年夏 第104回
    - 準決勝 ラジオ-テレビ実況
    - 決勝 - テレビ実況

  - 2023年夏 第105回
    - 準決勝 ラジオ-テレビ実況
    - 決勝 テレビ実況
- 全国高校野球選手権大会中継
  - 2022年夏 第104回 アルプスリポート
- Bリーグ中継
  - 開幕戦 琉球ゴールデンキングス-アルバルク東京（2021年9月30日） 実況
  - 琉球ゴールデンキングス-島根スサノオマジック（2022年4月23日） 実況
  - 琉球ゴールデンキングス-サンロッカーズ渋谷（2023年4月22日） 実況
  - チャンピオンシップクォーターファイナル 琉球ゴールデンキングス-名古屋ダイヤモンドドルフィンズ（2023年5月13日） 実況
- Jリーグ中継
  - FC琉球-ジェフユナイテッド千葉（2022年2月26日） 実況
- 令和5年 沖縄全戦没者追悼式　ラジオ担当
- はっけんラジオ - 福岡局より
  - 「健康講座・薬の正しい飲み方！食間服用とはいつ?」（2023年2月22日）
- ラジオニュース（九州沖縄、R1・FM）の泊まり勤務担当（2023年2月23日 - 2月24日・応援派遣要員）[注釈 2]
- 九州・沖縄地方のニュース（2023年2月23日・応援派遣要員） - 福岡局より
- 2023全国高校総体バスケットボール男子決勝　実況
- FIBAバスケットボールワールドカップ2023 実況（沖縄県内）
  - 日本対ドイツ
  - 日本対ベネズエラ
- 第153回九州地区高等学校野球大会（FM・R1）
  - 準々決勝「日南学園」対「神村学園」（2023年10月31日） - ラジオ実況
  - 準々決勝「明豊」対「唐津商」（2023年10月31日） - インタビュー
- おきなわHOTeye（2023年12月26日） - 原大策の代理キャスター
- 第29回全国都道府県対抗男子駅伝（2024年1月21日）- 第4中継所リポート
- 令和6年能登半島地震の災害報道対応による富山放送局への応援派遣
  - 富山県のニュース（2024年1月26日）[注釈 3]

京都放送局時代（2024年9月 - ）